# Diego Verdaguer
Miguel Atilio Boccadoro Hernández (Buenos Aires, 26 de abril de 1951-Los Ángeles, 27 de enero de 2022), conocido como Diego Verdaguer, fue un cantante, compositor y productor musical argentinomexicano.
Vendió más de 20 millones de discos en América Latina, por los cuales fue acreedor a más de 20 Discos de Oro y nominado en tres ocasiones al Grammy Latino. Fue compositor de más de 50 clásicos populares de la música en español y produjo más de 20 discos, 9 de ellos de Amanda Miguel.

## Biografía y carrera

### Inicios
Nació en Buenos Aires, Argentina, el 26 de abril de 1951. Era hijo de Miguel Ángel Boccadoro Verdaguer y Elodia María Hernández Pérez. A los 14 años conoció al cantante Larry Moreno, quien lo invitó para formar el dueto Reno y Rino, y grabaron 6 canciones para la CBS.
A los 17 años, Diego graba su primer sencillo como solista, “Lejos del amor”, lanzado al mercado bajo la discográfica RCA Victor. Fue producido y compuesto por Larry Moreno, con arreglos musicales de Jorge López Ruiz, quien había dirigido los éxitos más grandes del cantante argentino Sandro de América. Al año siguiente, participó en el III Festival Buenos Aires de la Canción en el estadio Luna Park de Buenos Aires, interpretando el tema “Yo, solamente yo” junto al cantante español Dyango. El canal de televisión argentino El Trece, lo contrata como artista exclusivo y participa en uno de los programas musicales más populares de la televisión juvenil Argentina, El Sótano Beat. Simultáneamente, “Yo solamente yo” formó parte de la recopilación “Sótano Beat” que vendió más de medio millón de discos en Argentina.
En marzo de 1970, fue seleccionado para representar a Argentina en el II Festival de la Canción Latina, en el Teatro Ferrocarrilero de la Ciudad de México, donde participó junto a otros grandes de la canción internacional, como Claudio Villa de Italia, Sergio Denis de Argentina y José José de México.
Después de haber terminado su relación con RCA Victor y El Trece, Larry Moreno lo vuelve a buscar para llevarlo al Festival de Canciones de la Ciudad de la Plata, en el cual canta y gana el primer lugar. Después de esto, es contratado por la compañía discográfica MH, quien tenía catálogos de artistas internacionales como Eagles, America, Rod Stewart. Con el sencillo "Yo te amo”, Diego encabezó por primera vez las listas de la radio argentina. Su director musical y productor, Roberto Montiel, le presenta al autor Rubén Lotes, con quien compuso más de siete sencillos que lograron situarse en los primeros lugares de popularidad, y vender más de dos millones de discos en Argentina.

### Proyección internacional
En 1975, su show se comienza a vender en todo Argentina y Diego obtiene el galardón al “Mejor show juvenil” en los Carnavales del estadio de San Lorenzo, donde además actuaron Sandro de América, Camilo Sesto, Roberto Carlos, Cacho Castaña y Joan Manuel Serrat. Bajo la representación artística de Hugo López, Diego logra su primer gran éxito internacional “Volveré”, el cual tuvo un gran impacto en México y vendió más de cinco millones de copias, haciéndolo acreedor a diversos Discos de Oro. Siguieron otros grandes éxitos: ”Yo pescador de amor” y "El pasadiscos”. Diego obtiene un nuevo contrato discográfico con la compañía mexicana Melody, y así se consolida como artista.
En 1979, graba en Nueva York el álbum “El Secreto Callado”, con la colaboración de la letrista argentina Graciela Carballo y la dirección orquestal de Jorge Calandrelli. De ese disco sobresalen los éxitos "Secreto callado”, “Es así mi amor”, “Yo no lloro por llorar”, y “Yo quisiera que tú”. Las ventas en Hispanoamérica superaron los 500,000 álbumes y más de un millón de sencillos vendidos.
En 1981 lanzó el álbum Estoy vivo, grabado en Los Ángeles, California, producido por el músico mexicano José Quintana, quien también produjo a Maná, Juan Gabriel, Marisela, Amanda Miguel y María Conchita Alonso. También tuvo la participación de los músicos más destacados de la época, como Abraham Laboriel, Carlos Ríos y Craig Mattison. De aquí se desprenden los éxitos “Corazón de papel”, “Que sufras más”, “Creo solamente en ti” y el gran éxito internacional "La ladrona”, que llega al primer lugar en México, Chile, Argentina, Paraguay, Uruguay, Colombia, Estados Unidos, España e Italia.
En 1982 llega el álbum Coco Loco, una innovadora fusión de ritmos latinos con otros géneros musicales. Y aunque la promoción del disco fue amenazada debido a que la compañía discográfica Melody fue comprada por Televisa, vendió más de medio millón de copias.
Mientras esperaba el nacimiento de su hija Ana Victoria, grabó a dueto con Amanda Miguel el éxito “Simplemente amor”, tema que le dio nombre a otro disco, con canciones como “Nena” y “Usted qué haría”.
Su quinto disco de título “Estoy Celoso” fue dirigido por el argentino Bebu Silvetti e incluyó coautorías con los compositores argentinos Roberto Livi y Alejandro Vezzani, y con el Maestro Armando Manzanero; con este último escribió “Chiquilla” una canción dedicada a su hija Ana Victoria, de dos años de edad. La canción “Pájaro que comió, voló” fue número 1 en el Billboard Hit Parade en Estados Unidos y Puerto Rico. El álbum vendió más de 300,000 unidades. En 1986, adquirió la nacionalidad mexicana.

### Producciones con su propia disquera
En 1987, junto a su esposa Amanda Miguel, abrió su propia compañía discográfica, Diam Music (Di por Diego y Am por Amanda). Grabó el álbum “Sigo vivo”, producido por Horacio Lanzi, Lorenzo Toppano, y Graciela Carballo. Aunque no fue tan trascendental como los anteriores, Diego continuó teniendo éxito con su gira de conciertos en México y Estados Unidos.
En 1990, fue coautor del tema “El rostro del amor”, dedicado a la segunda visita del Papa San Juan Pablo II a México. También fue la segunda vez que grabó un tema a dúo con Amanda Miguel, “Volvamos a empezar”. El video llegó al lugar #1 en el canal de televisión MTV.
En 1993, Diego vuelve a dar otra sorpresa musical, esta vez con “Lágrimas”, con el cual conjuga la balada con ritmos latinos como el merengue. Lo produjo en mancuerna con su director artístico del momento, Rubén Esteves.
En 1999, obtiene doble Disco de Oro por el álbum “Inolvidable”, que produjo en Los Ángeles, California, junto con el músico mexicano Gustavo Farías.

### Incursión en la música ranchera y múltiples nominaciones
Diego realiza junto con Amanda Miguel dos giras nacionales en teatros: “Gira de plata” (2000) con un total de 64 conciertos en los 32 estados de la República Mexicana, y “Agua Pura” con 42 conciertos. En 2003 ofrecieron un concierto en el Teatro Metropólitan de la Ciudad de México, llamado “Siempre fuimos dos”. Lanzaron un sencillo y un CD+DVD del mismo título, que vendió más de 80,000 unidades en México y Estados Unidos.
En 2007, Diam Music, su sello discográfico, graba y produce el concierto que realiza junto con Amanda Miguel en el Auditorio Nacional de la Ciudad de México. Fue lanzado simultáneamente en México y Estados Unidos bajo el título “El mejor show romántico de América”; recibió dos Discos de Oro y se mantuvo en el Top 10 de ventas físicas durante 6 semanas en México.
En 2009, luego de 10 años sin ofrecer una producción inédita, lanza al mercado el álbum Mexicano hasta las Pampas, incursionando en el género ranchero. Fue producido por el cantautor mexicano Joan Sebastian, mismo que compuso la mayoría de los temas. Los sencillos “Voy a conquistarte” y “Quién de los dos será”, esta última llegando al Top 10 de popularidad en la radio mexicana. “Mexicano hasta las Pampas” recibió Disco de Platino por más de 120,000 copias vendidas en México y Estados Unidos, y recibió dos nominaciones al Grammy Latino 2009, bajo las categorías “Mejor Álbum de Música Ranchera” y “Mejor Canción Regional Mexicana” (“Voy a conquistarte”); dos nominaciones en los premios Oye 2009 bajo las categorías “Mejor Solista Ranchero” y “Álbum del Año”; y una nominación al Premio Lo Nuestro por “Mejor Artista Ranchero del Año”. 6 años después, el disco fue reeditado con motivo del Bicentenario de la Independencia de México, logrando nuevamente un Disco de Oro.
Después de este álbum lanza 3 discos más grabados en vivo desde el Auditorio Nacional: “Mexicanísimos Vol. I” y “Mexicanísimos Vol. II” (junto a Amanda Miguel) en 2010 y 2011 respectivamente, y ”Pídeme” en 2011, el cual fue acreedor a un Disco de Platino por más de 60,000 copias vendidas.
Celebrando más de 40 años de carrera, en noviembre de 2012, Diego lanza el álbum “Juego de Valientes”, con 12 canciones inéditas que compuso y coprodujo junto con el argentino José Gentile. También incluyó coautorías con Samo, Claudia Brant, y su hija Ana Victoria.
En 2014, Diego ofrece nuevamente una producción ranchera titulada “Mexicano hasta las Pampas 2”, esta vez producido por Chucho Rincón y Fabián Rincón. El álbum incluye coautorías con Joan Sebastian. Se desprendieron los sencillos “Cuando él no está”, “Te voy a demandar” y “Para no pensar en ti”. El disco fue apoyado visualmente de 6 videoclips producidos en el estado de Durango, México, los cuales fueron lanzados simultáneamente. Con este álbum Diego obtiene una doble nominación al Grammy Latino, bajo las categorías “Mejor álbum de música ranchera” y “Mejor canción regional”.
Diego produjo su álbum de estudio "Orgánico", lanzado en 2017, además de un álbum de canciones clásicas italianas en 2019, titulado "Corazón Bambino". Además, grabó un dueto con el actor, comediante y también cantante mexicano Omar Chaparro con la canción «¿De qué me sirve el Cielo?».

## Como productor
Produjo los discos de Amanda Miguel: 
•El Sonido Volumen I (1981)
•El Sonido Volumen II (1982)
•El Sonido Volumen III (1983)
•El pecado (1987)
•El rostro del amor” (1989)
•Ámame una vez más (1996)
•Piedra de Afilar (2005)
•80-15 (2015).
También produjo el CD+DVD Color Amor (2013) de su hija Ana Victoria.

## Muerte
El 27 de enero de 2022, Verdaguer falleció a los 70 años de edad en Los Ángeles, California, a causa de complicaciones por COVID-19 que venía padeciendo desde diciembre de 2021.
Su cuerpo fue cremado y sus cenizas fueron divididas; una parte de ellas se repatriaron a México para ser sepultadas en un nicho dentro de la Basílica de Guadalupe en Ciudad de México, mientras que la otra permaneció en Estados Unidos y fueron colocadas en una cripta del cementerio Hollywood Forever, localizado en Los Ángeles, California.

## Discografía

### Álbumes de estudio
- Volveré (1975)
- El pasadiscos (1977)
- El secreto callado (1979)
- Estoy vivo (1981)
- Coco loco (1982)
- Simplemente amor (1984)
- Estoy celoso (1986)
- Sigo vivo (1988)
- Historias de Amor (con Amanda Miguel) (1990)
- Lágrimas (1991)
- Inolvidable (1999)
- Juego de valientes (2005)
- Mexicano hasta las Pampas (2009)
- Mexicano hasta las Pampas 2 (2012)
- Orgánico (2017)
- Corazón Bambino (2019)

### Álbumes en vivo
- Siempre fuimos dos Vol. I con Amanda Miguel (2006)
- Siempre fuimos dos Vol. II con Amanda Miguel (2007)
- El mejor show romántico de América con Amanda Miguel (2007)
- Mexicanísimos Vol. I con Amanda Miguel (2011)
- Mexicanísimos Vol. II con Amanda Miguel (2012)
- Pídeme (2011)